# Mount Hermon (Kalifornia)
Mount Hermon – jednostka osadnicza w Stanach Zjednoczonych, w stanie Kalifornia, w hrabstwie Santa Cruz.